# Manduca collaris
Manduca collaris är en fjärilsart som beskrevs av Walker 1856. Manduca collaris ingår i släktet Manduca och familjen svärmare. Inga underarter finns listade i Catalogue of Life.